# 左亨蘇
左亨蘇（朝鮮語: 좌형소）は、中国の元の文官であり、朝鮮の氏族の清州左氏と済州左氏の始祖である。先祖は左丘明。
元で天官侍郎を務めており、元が高麗を支配した時に耽羅に監牧官として赴任した。